# Лем (Атлантические Пиренеи)
Лем (фр. Lème) — коммуна во Франции, находится в регионе Аквитания. Департамент — Атлантические Пиренеи. Входит в состав кантона Тер-де-Люи и Кото-дю-Вик-Бий. Округ коммуны — По.
Код INSEE коммуны — 64332.

## География
Коммуна расположена приблизительно в 640 км к югу от Парижа, в 155 км южнее Бордо, в 22 км к северу от По.
На юго-западе коммуны протекает река Люи-де-Франс.

### Климат
Климат тёплый океанический. Зима мягкая, средняя температура января — от +5°С до +13°С, температуры ниже −10 °C бывают редко. Снег выпадает около 15 дней в году с ноября по апрель. Максимальная температура летом порядка 20-30 °C, выше 35 °C бывает очень редко. Количество осадков высокое, порядка 1100 мм в год. Характерна безветренная погода, сильные ветры очень редки.

## Население
Население коммуны на 2010 год составляло 163 человека.
| 1962 | 1968 | 1975 | 1982 | 1990 | 1999 | 2010 |
| ---- | ---- | ---- | ---- | ---- | ---- | ---- |
| 170  | 154  | 157  | 140  | 134  | 152  | 163  |

## Администрация
| Период | Период | Фамилия    | Партия | Примечания |
| ------ | ------ | ---------- | ------ | ---------- |
| 1995   | 2014   | Жак Дабади |        |            |
| 2014   | 2020   | Жан Венан  |        |            |

## Экономика
В 2010 году среди 91 человека трудоспособного возраста (15-64 лет) 67 были экономически активными, 24 — неактивными (показатель активности — 73,6 %, в 1999 году было 65,1 %). Из 67 активных жителей работали 67 человек (46 мужчин и 21 женщина), безработных не было. Среди 24 неактивных 12 человек были учениками или студентами, 5 — пенсионерами, 7 были неактивными по другим причинам.

## Достопримечательности
- Церковь Св. Иакова (XII век)[4]